# Герсі (Мен)
Герсі (англ. Hersey) — місто (англ. town) в США, в окрузі Арустук штату Мен. Населення — 73 особи (2020).

## Демографія
Згідно з переписом 2010 року, у місті мешкали 83 особи в 32 домогосподарствах у складі 25 родин. Було 61 помешкання
Расовий склад населення:
| - 100,0 % — білих |

До двох чи більше рас належало 0,0 %. Частка іспаномовних становила 0,0 % від усіх жителів.
За віковим діапазоном населення розподілялося таким чином: 21,7 % — особи молодші 18 років, 60,2 % — особи у віці 18—64 років, 18,1 % — особи у віці 65 років та старші. Медіана віку мешканця становила 45,3 року. На 100 осіб жіночої статі у місті припадало 93,0 чоловіків;  на 100 жінок у віці від 18 років та старших — 103,1 чоловіків також старших 18 років.
За межею бідності перебувало 26,9 % осіб, у тому числі 0,0 % дітей у віці до 18 років та 0,0 % осіб у віці 65 років та старших.
Цивільне працевлаштоване населення становило 27 осіб. Основні галузі зайнятості: фінанси, страхування та нерухомість — 18,5 %, транспорт — 11,1 %, публічна адміністрація — 11,1 %.